# لوکار
لوکار (به اسپانیایی: Lúcar) دهستانی در استان آلمریای اسپانیا است.
در این دهستان ۸۲۲ نفر زندگی می‌کنند. مساحت این دهستان ۹۵ کیلومتر مربع است.